# John Melcher
John David Melcher (Sioux City, 6 de septiembre de 1924 - Missoula, 12 de abril de 2018) fue un veterinario y político estadounidense que ejerció como senador de los Estados Unidos por Montana de 1977 a 1989. Anteriormente representó al segundo distrito de Montana en la Cámara de Representantes de 1969 a 1977.
Melcher fue electo a la Cámara Baja por primera vez en 1969, al ganar una elección especial llevada a cabo debido a la renuncia del titular. Fue reelecto tres veces seguidas, hasta que fue electo al Senado en 1976, sucediendo al demócrata Mike Mansfield, quien se retiró. Fue reelecto en 1982, venciendo al republicano Larry R. Williams. La campaña de Williams retrató a Melcher como alguien «demasiado liberal para Montana», este último respondió con comerciales acusando al republicano de ser financiado por dinero de forasteros. No pudo lograr un tercer periodo debido a que fue derrotado por Conrad Burns en 1988.
Visto como un demócrata moderado, Melcher se opuso al derecho al aborto y a la prohibición de la oración en escuelas públicas, pero apoyó la conservación ambiental. Según Melcher, una de sus mejores obras fue su enmienda de 1984 a la Ley de Bienestar Animal de 1966, la cual requiere que el bienestar psicológico de los primates sea considerado al usarlos en investigaciones. La enmienda fue alabada por Jane Goodall, quien agradeció al senador con una copia de su libro Los chimpancés de Gombe.